# 須田城
須田城（すだじょう）は、長野県須坂市にあった日本の城。跡地は臥竜公園として整備されている。須坂市指定史跡。

## 概要
室町時代に井上氏流須田氏が須坂扇状地の扇央にある臥竜山の尾根に築城した。山頂に本郭を置き、その周囲に帯郭、腰郭を配置した輪郭式縄張りが見られる。
慶長3年（1598年）に上杉景勝の会津移封の際に須田氏も従ったことで、廃城となった。